# 中村祐二
中村 祐二（なかむら ゆうじ、1970年4月29日 -）は、熊本県出身の元陸上競技選手。専門は長距離種目。

## 略歴・人物
熊本県立球磨農業高等学校（現：熊本県立南稜高等学校）を卒業後、新日鐵化学（現：日鉄ケミカル&マテリアル）に入社し競技を続けるものの伸び悩み、引退して実家の農業を継ごうとした時に山梨学院大学陸上競技部の監督を務める上田誠仁に声をかけられ、1993年に山梨学院大学へ入学。
箱根駅伝では、1年次の第70回大会3区、2年次の第71回大会1区でともに区間賞を獲得。ステファン・マヤカらと共に同大学の箱根駅伝連覇に貢献した。
1995年3月の第50回びわ湖毎日マラソンでは、初マラソンながら2時間10分49秒で優勝。1995年世界陸上選手権のマラソン日本代表に選出され、結果は12位であった。
3年次の第72回箱根駅伝では大会前の最終調整でアキレス腱を痛め、4区を走るもののわずか2.5kmで足を引き摺るような痛々しい走りになり失速。その後も上田誠仁監督の制止を振り切り、涙を拭いながら走り続けたが、12.4kmで上田監督に制止され途中棄権となった。
その後は控え選手からの呵責に苦悩する日々を過ごしたが、関東インカレで1年生の頑張る姿に刺激を受け、夏に戦列復帰。第73回箱根駅伝ではエースとして華の2区を務め、強い向かい風のなかで8人抜きを演じて区間賞を獲得。前回のリベンジを果たした。
卒業後は日清食品に入社しシドニーオリンピック代表を目指すも再び伸び悩み退社。地元熊本に戻り実家の農業を継ぐ。また、熊本県代表として九州一周駅伝を走るなどした。現在は引退し、静岡県で会社員として働く。 
なお、山梨学院大学の後輩に第87回箱根駅伝4区・第88回箱根駅伝2区を務めた中村悠二（姓と名前の読みが同じ）がいるが、関係性はない。

## 主な戦績
- 1992年 第36回全日本実業団駅伝 1区 区間18位
- 1994年 第70回箱根駅伝 3区 区間賞
- 1994年 第26回全日本大学駅伝 8区 区間2位
- 1995年 第71回箱根駅伝 1区 区間賞
- 1995年 第50回びわ湖毎日マラソン 優勝
- 1995年 世界陸上選手権イエテボリ大会マラソン競技 12位
- 1996年 第72回箱根駅伝 4区 途中棄権
- 1996年 第27回全日本大学駅伝 8区 区間2位
- 1997年 第73回箱根駅伝 2区 区間賞
- 1999年 第43回全日本実業団駅伝 1区 区間30位

## マラソン全成績
| 年     | 大会                     | 順位     | 記録          | 備考       |
| ------ | ------------------------ | -------- | ------------- | ---------- |
| 1995年 | 第50回びわ湖毎日マラソン | 優勝     | 2時間10分49秒 | 自己ベスト |
| 1995年 | 世界陸上イエテボリ大会   | 12位     | 2時間17分30秒 |            |
| 1997年 | 北海道マラソン           | 35位     | 2時間37分07秒 |            |
| 1998年 | 北海道マラソン           | 途中棄権 | 途中棄権      |            |
| 2000年 | ホノルルマラソン         | 40位     | 2時間42分32秒 |            |